# Jonny Lee Miller
Jonathan Lee Miller (Kingston upon Thames, Londres, Inglaterra, 15 de noviembre de 1972) es un actor británico nacionalizado estadounidense. Alcanzó un éxito temprano por su interpretación de Simon "Sick Boy" Williamson en la película de comedia dramática negra Trainspotting (1996) y como Dade Murphy en Hackers (1995) antes de obtener mayor reconocimiento de la crítica por sus actuaciones en Afterglow (1997)

## Biografía
Jonathan Lee Miller nació en la población de Kingston upon Thames, ubicada al suroeste de Londres, Inglaterra. En el mundo artístico es más conocido como Jonny Lee Miller. Su padre es Alan Miller, un actor de teatro y director de escena de la cadena de televisión BBC, y su madre es Anne Lee (apellido de soltera), quien trabajó en el pasado en la producción de obras teatrales. El abuelo materno de Miller fue el famoso actor Bernard Lee, quien ha recibido reconocimiento por sus actuaciones en las primeras once películas de James Bond por el papel de M. En varias ocasiones, Miller ha declarado que recuerda agradablemente haber presenciado la grabación de programas como Top of the Pops y Blue Peter en los estudios de televisión cuando acompañaba a su padre.
Miller realizó sus estudios primarios en las escuela Tiffin School ubicada en Kingston upon Thames. En esta escuela obtuvo sus primeras experiencias actorales, y formó parte de la banda escolar de swing. Miller abandonó la escuela a los 17 años, para ejercer su carrera de actor.

## Trayectoria
La primera aparición de Miller en televisión fue como extra sin acreditar en la serie Doctor Who, en el serial Kinda de 1982, cuando tenía 9 años. Su debut propiamente dicho fue a los 11 años de edad, en la serie británica Mansfield Park (1983). Durante los siguientes años de su vida participó en numerosas series televisivas,entre ellas EastEnders con el personaje de Jonathan Hewitt. Miller consiguió su primera intervención en el cine en la película Hackers (1995), donde compartió el papel protagonista con la actriz Angelina Jolie. En 1997, Miller estuvo involucrado en la creación y el funcionamiento de la compañía británica de producción de cine llamada Natural Nylon, en compañía de sus amigos Jude Law, Sadie Frost, Ewan McGregor, Sean Pertwee, Damon Bryant y Bradley Adams. Sin embargo, la compañía Natural Nylon fue declarada en bancarrota en el 2003. Aparte de EastEnders, Miller ha colaborado en otros proyectos de televisión de la BBC, como Los cuentos de Canterbury (en el papel de Artie), en The Pardoner's Tale y en Lord Byron, un filme dedicado a la biografía de ese escritor, entre otros. Además, trabajó en los Estados Unidos, en la serie Smith, transmitida por la cadena de televisión CBS durante el otoño del 2006. No obstante, su primera aparición en la televisión estadounidense fue en la miniserie Dead Man's Walk, de 1996.
Poco tiempo después de actuar en Hackers, Miller fue seleccionado en el reparto del filme Trainspotting (1996), donde conquistó el reconocimiento del público. Obtuvo el papel de Sick Boy para este filme, debido a la recomendación realizada por Ewan McGregor a los productores. El acento de voz que utilizó en la película fue tan convincente que algunas personas pensaron equivocadamente que era de origen escocés. En 1997 participó en la película Regeneration, basada en la novela del escritor Pat Baker sobre la Primera Guerra Mundial. En el año 2000, Miller interpretó el personaje de Simon Sheppard en la película producida por Wes Craven Dracula 2000.
En 2005, Miller fue considerado para reemplazar al actor Pierce Brosnan en el papel de James Bond; sin embargo, el actor Daniel Craig fue seleccionado. Al año siguiente, Miller interpretó al ciclista Graeme Obree en la película The Flying Scotsman. En el 2007, fue elegido para el papel protagonista de la serie estadounidense Eli Stone. En el 2010, participó en la quinta temporada de Dexter, donde encarnó a Jordan Chase, el principal antagonista de la temporada. Actualmente y desde 2012, interpreta a Sherlock Holmes en la nueva serie Elementary.

## Vida privada
En el año 1996, Miller contrajo matrimonio con la actriz Angelina Jolie, separándose en 1997, y divorciándose en 1999. En 2007, el publicista de Miller anunció que el actor estaba comprometido con la actriz Michele Hicks. En julio de 2008, Miller y Hicks contrajeron matrimonio en la ciudad de Los Ángeles. En el momento de su boda, Hicks estaba embarazada de cinco meses y medio.

## Filmografía
| Año       | Título                     | Personaje                                | Notas                           |
| --------- | -------------------------- | ---------------------------------------- | ------------------------------- |
| 1982      | Doctor Who                 | Niño Kinda                               | Episodio: Kinda (Sin acreditar) |
| 1983      | Mansfield Park             | Charles Price                            |                                 |
| 1983      | Jemima Shore Investigates  | Personaje desconocido                    |                                 |
| 1989      | Itch                       | Dennis Turnbull                          |                                 |
| 1990      | Keeping Up Appearances     | El joven                                 |                                 |
| 1991      | Inspector Morse            | Estudiante                               |                                 |
| 1992      | Dead Romantic              | Paul                                     |                                 |
| 1992      | Goodbye Cruel World        | Mark                                     |                                 |
| 1992      | Between the Lines          | David Ringwood                           |                                 |
| 1992      | Casualty                   | Matt                                     |                                 |
| 1992      | Second Thoughts            | Chas                                     |                                 |
| 1993      | Bad Company                | Michael Hickey                           |                                 |
| 1993      | Olly's Prison              | Smiler                                   |                                 |
| 1993      | Prime Suspect 3            | Anthony Field                            |                                 |
| 1993-1994 | EastEnders                 | Jonathan Hewitt                          |                                 |
| 1994      | Cadfael                    | Edwin Gurney                             |                                 |
| 1994      | Meat                       | Charly Dyce                              |                                 |
| 1995      | Hackers                    | Dade Murphy - Crash Override - Zero Cool |                                 |
| 1996      | Trainspotting              | Sick Boy                                 |                                 |
| 1996      | Dead Man's Walk            | Woodrow F. Call                          |                                 |
| 1997      | Afterglow                  | Jeffrey Byron                            |                                 |
| 1997      | Regeneration               | Teniente Billy Prior                     |                                 |
| 1999      | Plunkett & Macleane        | Capitán James Macleane                   |                                 |
| 1999      | Mansfield Park             | Edmund Bertram                           |                                 |
| 2000      | Love, Honour and Obey      | Jonny                                    |                                 |
| 2000      | Complicity                 | Cameron Colley                           |                                 |
| 2000      | Dracula 2000               | Simon Sheppard                           |                                 |
| 2001      | The Escapist               | Denis Hopkins                            |                                 |
| 2003      | Byron                      | Lord Byron                               |                                 |
| 2003      | Canterbury Tales           | Arty                                     |                                 |
| 2004      | Mindhunters                | Lucas Harper                             |                                 |
| 2004      | Melinda and Melinda        | Lee                                      |                                 |
| 2005      | Æon Flux                   | Oren Goodchild                           |                                 |
| 2006      | The Flying Scotsman        | Graeme Obree                             |                                 |
| 2006-2007 | Smith                      | Tom                                      |                                 |
| 2008      | Eli Stone                  | Eli Stone                                |                                 |
| 2009      | Emma                       | Mr. Knightley                            | Miniserie de la BBC             |
| 2009      | Endgame                    | Michael Young                            |                                 |
| 2010      | Dexter                     | Jordan Chase                             | Quinta temporada                |
| 2012      | Sombras tenebrosas         | Roger Collins                            |                                 |
| 2012      | Byzantium                  | Ruthven                                  |                                 |
| 2012-2018 | Elementary                 | Sherlock Holmes                          |                                 |
| 2017      | T2: Trainspotting          | Sick Boy                                 |                                 |
| 2022      | The Crown                  | John Major                               | Quinta temporada                |
| 2023      | Guy Ritchie's The Covenant | Coronel Vokes                            |                                 |